# Arquitectura mudèjar d'Aragó

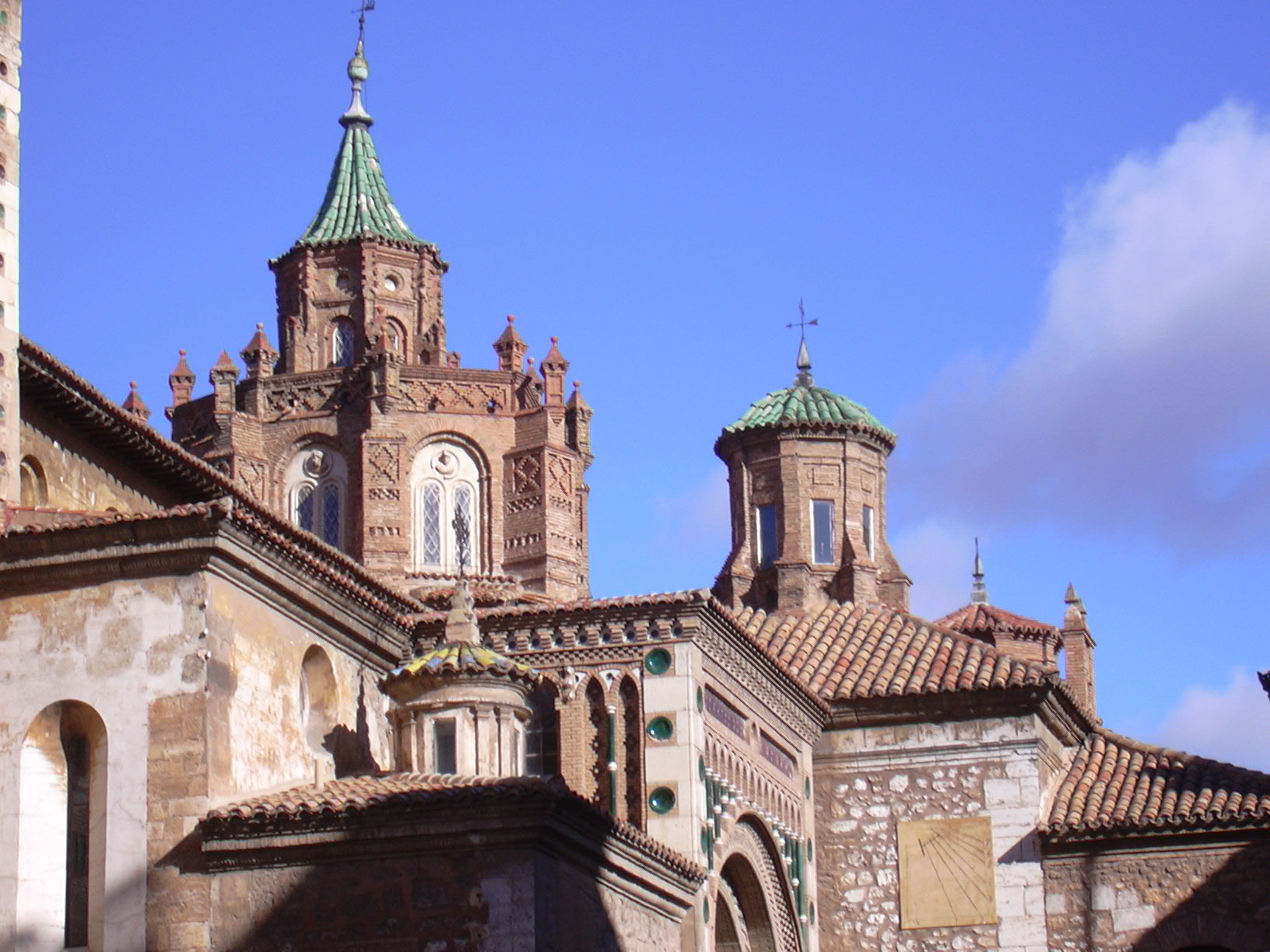
Cimbori de la catedral de Terol.

L'arquitectura mudèjar d'Aragó és un corrent estètic dins l'art mudèjar que té el seu centre en Aragó (Espanya) i que ha estat reconeguda en alguns edificis representatius com a Patrimoni de la Humanitat per l'Organització de les Nacions Unides per a l'Educació, la Ciència i la Cultura (UNESCO, en el seu acrònim en anglès).
La cronologia del mudèjar aragonès ocupa del segle xii al xvii i inclou més d'un centenar de monuments arquitectònics situats, predominantment, a les valls de l'Ebre, el Jalón i el Jiloca, on va ser nombrosa la població mudèjar i morisca, que van mantenir els seus tallers i tradicions artesanals, amb maó i ceràmica vidriada, en escassejar la pedra com a material constructiu.
Les primeres manifestacions del mudèjar aragonès tenen dos orígens: una arquitectura palatina vinculada a la monarquia, que reforma i amplia el palau de l'Aljaferia mantenint la tradició ornamental islàmica i alarifs musulmans i una arquitectura popular que enllaça amb el romànic que deixa de construir en aparell de carreus i comença a elaborar les seves construccions en maó disposat en moltes ocasions en traceries ornamentals d'arrel andalusina, cosa que pot observar-se en esglésies de Daroca que, sent iniciades en pedra, es van rematar al segle xiii amb parts mudèjars de maó.
El mudèjar arquitectònic a Aragó adopta esquemes funcionals preferentment del gòtic cistercenc, encara que amb algunes diferències. Desapareixen en moltes ocasions els contraforts, sobretot en els absis, que adopten així una característica planta octogonal, amb murs amples que permeten subjectar les forces d'empenta i donar espai a les decoracions de maó ressaltat. En els costats de les naus dels contraforts —moltes vegades rematats en torretes, com succeeix a la col·legiata de Santa Maria la Major— acaben generant capelles i no s'aprecien l'exterior. És usual l'existència d'esglésies de barris (com el de Sant Pau de Saragossa) o nuclis urbans petits que consten d'una sola nau, i són les capelles situades entre els contraforts les que doten al temple d'una quantitat d'espais de culte més gran. D'altra banda, és freqüent que sobre aquestes capelles laterals es trobi una galeria tancada, amb finestres a l'exterior i interior del temple. Aquesta constitució rep el nom d'església-fortalesa, i el seu prototip podria ser l'església de Montalbán.
És característic l'extraordinari desenvolupament ornamental que mostren les torres campanar; l'estructura és heretada del minaret islàmic: planta quadrangular amb matxó central entre els espais es cobreixen unes escales per mitjà de voltes d'aproximació, com succeeix en els minarets almohades. Sobre aquest cos se situa el campanar, normalment poligonal. També hi ha exemples de torres de planta octogonal.

## Patrimoni de la Humanitat

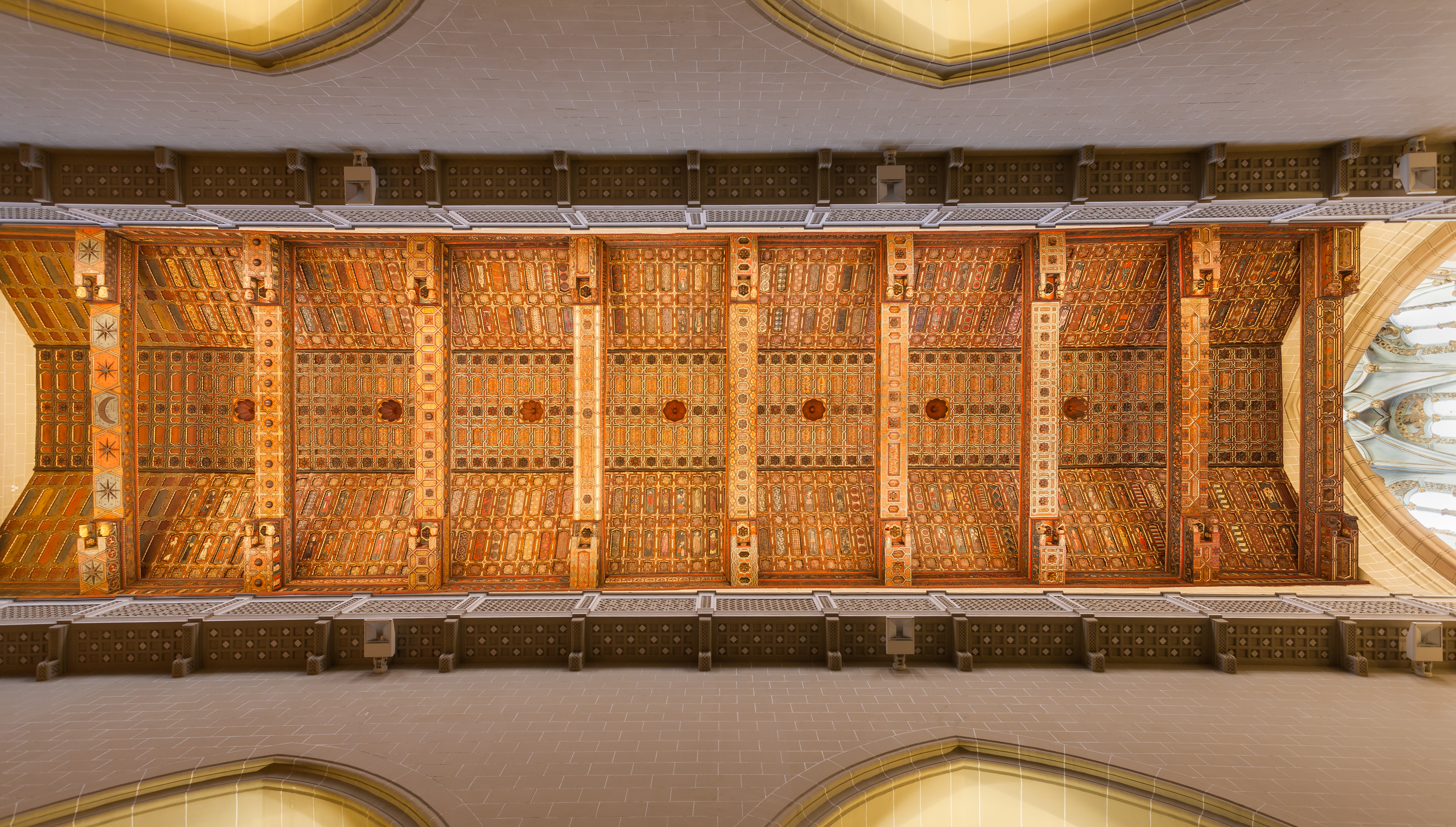
Encavallada mudèjar de la catedral de Terol.

L'any 1986, la UNESCO va declarar Patrimoni de la Humanitat al conjunt mudèjar de Terol; l'any 2001, es va estendre a altres monuments mudèjars aragonesos de Saragossa i la seva província. en total, són 10 els monuments mudèjars aragonesos inclosos en aquesta figura de protecció patrimonial:
| codi    | nom                                                                                   | lloc                 | any  | Coordenades                                              |
| ------- | ------------------------------------------------------------------------------------- | -------------------- | ---- | -------------------------------------------------------- |
| 378-001 | Torre, sostrada i cimbori de la catedral de Santa Maria de Mediavilla                 | Terol                | 1986 | 40° 20′ 37.9″ N, 1° 06′ 25.9″ O / 40.343861°N,1.107194°O |
| 378-002 | Torre i església de Sant Pere                                                         | Terol                | 1986 | 40° 20′ 33.2″ N, 1° 06′ 22.8″ O / 40.342556°N,1.106333°O |
| 378-003 | Torre de l'Església de Sant Martí                                                     | Terol                | 1986 | 40° 20′ 39.0″ N, 1° 06′ 33.4″ O / 40.344167°N,1.109278°O |
| 378-004 | Torre de l'església del Salvador                                                      | Terol                | 1986 | 40° 20′ 31.1″ N, 1° 06′ 28.8″ O / 40.341972°N,1.108000°O |
| 378-005 | Absis, claustre i torre de la col·legiata de Santa Maria la Major                     | Calataiud            | 2001 | 41° 21′ 14.6″ N, 1° 38′ 42.2″ O / 41.354056°N,1.645056°O |
| 378-006 | Església de l'Assumpció de la Mare de Déu o de Santa Tecla                            | Cervera de la Cañada | 2001 | 41° 25′ 58.7″ N, 1° 44′ 08.9″ O / 41.432972°N,1.735806°O |
| 378-007 | Església de Santa Maria                                                               | Tobed                | 2001 | 41° 20′ 18.6″ N, 1° 24′ 01.9″ O / 41.338500°N,1.400528°O |
| 378-008 | Restes mudèjars del palau de l'Aljaferia                                              | Saragossa            | 2001 | 41° 39′ 23.3″ N, 0° 53′ 48.3″ O / 41.656472°N,0.896750°O |
| 378-009 | Torre i església de Sant Pau Apòstol                                                  | Saragossa            | 2001 | 41° 39′ 21.9″ N, 0° 53′ 10.0″ O / 41.656083°N,0.886111°O |
| 378-010 | Absis, parroquieta i cimbori de la catedral o seu de Sant Salvador a la seva Epifania | Saragossa            | 2001 | 41° 39′ 16.9″ N, 0° 52′ 32.0″ O / 41.654694°N,0.875556°O |

La descripció de la seva importància figura així consignada:
| «                                                                   | El desenvolupament al segle xii de l'art mudèjar a Aragó és conseqüència de les condicions polítiques, socials i culturals particulars que van prevaler a Espanya després del Reconquesta. Aquest art, influït per la tradició islàmica, reflecteix també els diversos estils europeus contemporanis, particularment el gòtic. Present fins a l'inici del segle xvii, està caracteritzat per un ús extremadament refinat i inventiu de la rajola i de taulells esmaltats en arquitectura, especialment en els campanars d'esglésies. | » |
| — Declaració del Mudèjar Aragonès a la pàgina oficial de la UNESCO. | |   |

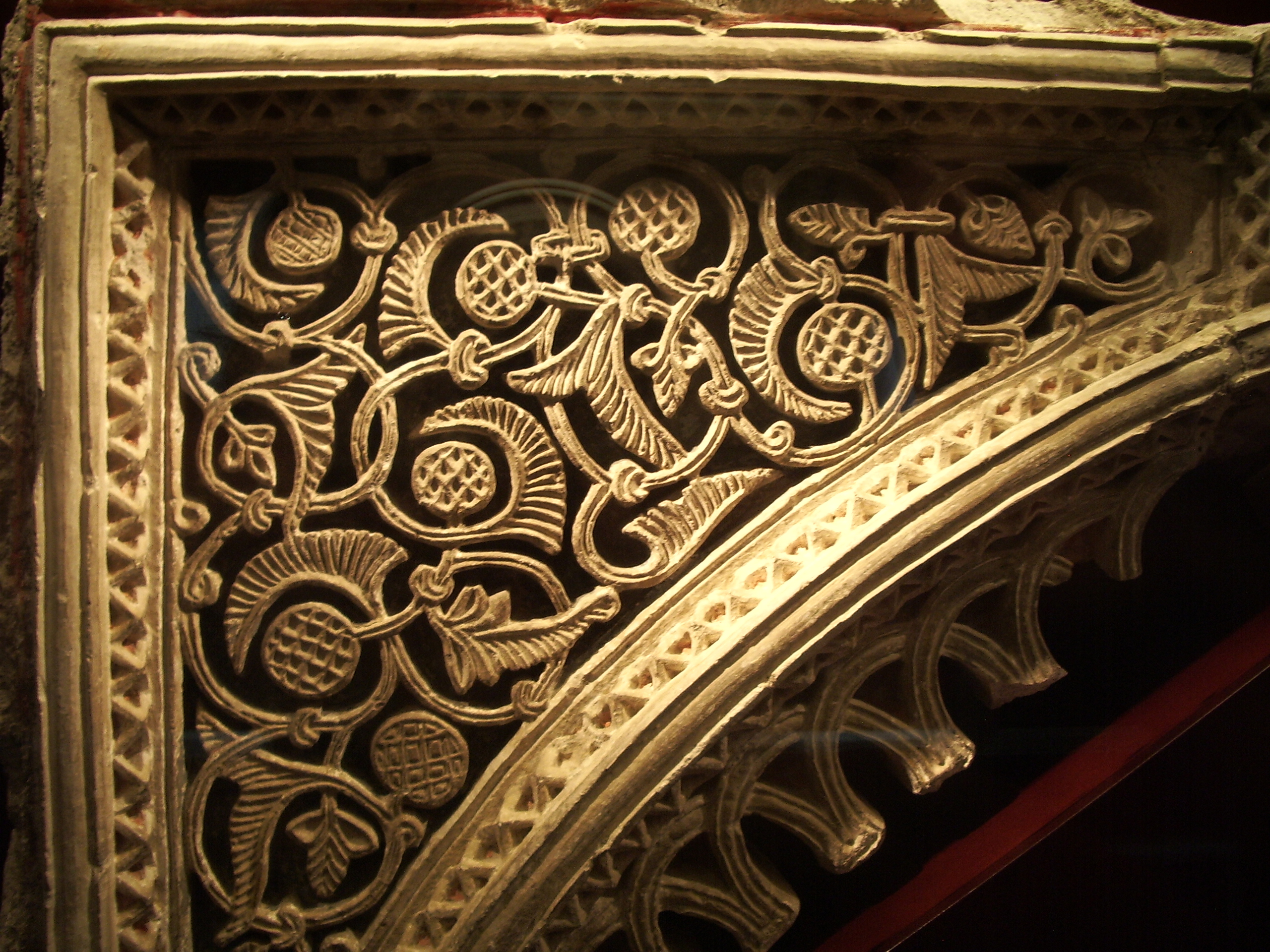
Parts mudèjars del. Palau de Pere IV de l'Aljaferia.

La justificació de la declaració està sustentada en el criteri iv de la mateixa organització:
| «                                                           | Criteri iv. Per ser un exemple excepcional d'un tipus d'edifici, conjunt arquitectònic o tecnològic o paisatge que il·lustra un període significatiu en història humana. | » |
| — Criteris de selecció (UNESCO, Patrimoni de la humanitat). | |   |

## Altres monuments mudèjars d'Aragó no inclosos expressament en la declaració de Patrimoni de la Humanitat

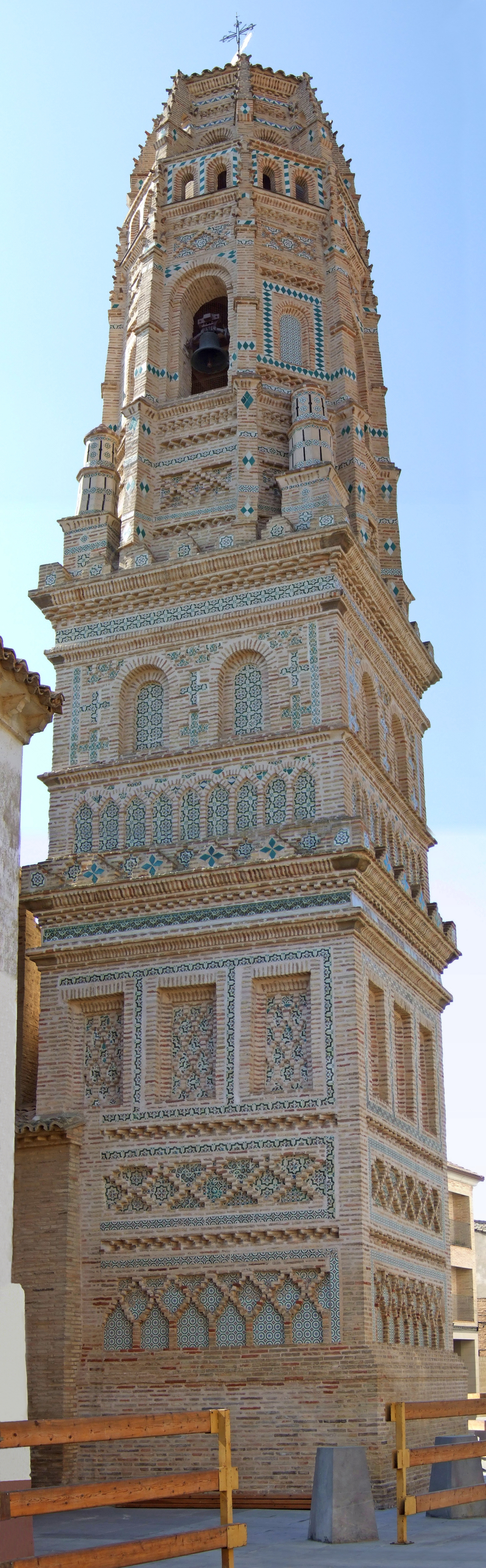
Torre de l'església d'Utebo.

### Província de Terol
- Torre de l'església de l'Assumpció de la Mare de Déu (Albalate del Arzobispo).
- Campanar i sòl de la capella del Castell-Palau Arquebisbal (Albalate del Arzobispo).
- Torre de l'església de Santa Maria (Báguena).
- Torre de l'església de Nostra Senyora dels Àngels o de l'Assumpció de la Mare de Déu (Burbáguena).
- Torre del santuari de la Mare de Déu del Camp (Camarillas).
- Torre de l'església de Santa Elena (Godos).
- Església de Santa Maria la Major (Híxar).
- Ermita de la Verge dels Dolors (Jabaloyas).
- Església de l'Apòstol Santiago (Montalbán).
- Torre de l'església de l'Assumpció de la Mare de Déu (Muniesa).
- Torre de l'església de l'Assumpció de la Mare de Déu (Navarrete del Río).
- Torre de l'església Antiga (Olalla).
- Ermita de la Mare de Déu la Font (Pena-roja de Tastavins).
- Torre de l'església de Sant Bartomeu Apòstol (Peralejos).
- Torre de l'església de Sant Martí (San Martín del Río).
- Torre de l'església de la Mare de Déu de la Mercè (Terol).

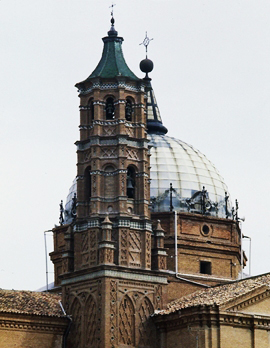
Torre de l'església de l'Assumpció de la Mare de Déu a l'Almunia de Donya Godina.

### Província de Saragossa
- Església de Sant Pere Apòstol (Alagó).
- Església de Sant Miquel Arcàngel (Alfajarín).
- Absis de l'església de l'Assumpció de la Mare de Déu (Alberite de San Juan).
- Torre de l'església de la Nativitat de la Mare de Déu (Alhama d'Aragó).
- Torre de l'església de l'Assumpció de la Mare de Déu (l'Almunia de Donya Godina).
- Església de Sant Miquel Arcàngel (Ambel).
- Palau de l'Ordre de Sant Joan de Jerusalem (Ambel).
- Torre i portada esquerra del creuer de l'església de Nostra Senyora del Roser (Ambel).
- Església de Nostra Senyora del Castell (Aniñón).
- Església de Santa Maria (Ateca).
- Torre de Santa Maria (Ateca).
- Torre del Rellotge (Ateca).
- Església de Nostra Senyora de la Pietat (Azuara).
- Ruïnes de l'església de Sant Martí de Tours (Belchite).
- Ruïnes de la Torre del Rellotge (Belchite).
- Torre del santuari de la Mare de Déu del Pueyo (Belchite).
- Torre, absis i guixeries de l'església de Sant Miquel Arcàngel (Belmonte de Gracián).
- Torre de l'ermita de la Mare de Déu del Castell (Belmonte de Gracián).
- Torre del Rellotge, absis i claustre de la col·legiata de Santa Maria (Borja).
- Església de Sant Miquel (Borja).
- Casa de la Estanca (Borja).
- Ermita de Sant Jordi (Borja).
- Església de San Pedro de los Francos (Calataiud).
- Església de Sant Andreu (Calataiud).
- Convent del Sant Sepulcre (Calataiud).
- Torre de la col·legiata de Santa Maria dels Sagrats Corporals (Daroca).
- Església de Sant Miquel o de Sant Valero (Daroca).
- Església de Sant Joan Baptista o de la Costa (Daroca).
- Torre de l'església de Sant Domingo (Daroca).
- Palau dels Luna (Daroca).
- Església de Sant Miquel Arcàngel (Fuentes de Ebro).
- Església de Sant Joan Baptista (Herrera de los Navarros).
- Casa-Palau dels Luna (Illueca).
- Església de Sant Joan Baptista (Illueca).
- Torre de l'església de Nostra Senyora de l'Assumpció (Leciñena).
- Torre de l'església de Nostra Senyora de l'Assumpció (Longares).
- Església de Santa Maria de l'Horta (Magallón).
- Església de Santa Anna (Mainar).
- Església de Santa Maria.
- Església de Santa Justa i Santa Rufina (Maluenda).
- Església de Sant Miquel de Maluenda.
- Torre del Palomar (Maluenda).
- Torre de l'església de l'Assumpció de la Mare de Déu (Mesones de Isuela).
- Armadura de l'ermita de la Mare de Déu dels Àngels (Mesones de Isuela).
- Església de Sant Martí de Tours (Morata de Jiloca).
- Torre de l'església de Nostra Senyora de la Pietat (Moyuela).
- Església de Santa Maria Magdalena (Mozota).
- Església de Nostra Senyora dels Àngels (Paniza).
- Torre de l'església de la Mare de Déu dels Àngels (Peñaflor de Gállego).
- Església de l'Assumpció de la Mare de Déu (la Puebla de Alfindén).
- Església de l'Assumpció de la Mare de Déu, (Ricla).
- Torre de l'església de Sant Pere Apòstol (Romanos).
- Torre de l'església de Sant Pere Apòstol (Sabiñán).
- Església de Sant Miquel o de la Senyoria (Sabiñán).
- Església de Sant Mateu Apòstol (San Mateo de Gállego).
- Torre i església del monestir de Rueda (Sástago).
- Claustre, exterior del cimbori, galeria nord de ventilació de la nau principal i tram mitjà de la torre de la catedral de Santa Maria de la Vega (Tarassona).
- Torre de l'església de Santa Maria Magdalena (Tarassona).
- Torre i ampit del cor del convent de Nostra Senyora de la Concepció (Tarassona).
- Església del convent de Carmelites Descalces de Santa Anna (Tarassona).
- Església de Santa Maria (Tauste).
- Església de Sant Antoni Abat o Sant Antoni (Tauste).
- Torre i absis de l'església de l'Assumpció de la Mare de Déu (Terrer).
- Església de Sant Fèlix (Torralba de Ribota).
- Torre i interior de l'església de Sant Martí de Tours (Torrelles).
- Torre dels Miralls i església de l'Assumpció de la Mare de Déu (Utebo).
- Església de Sant Joan Baptista (Velilla de Jiloca).
- Torre de l'església de l'Assumpció de la Mare de Déu (Villamayor de Gállego).
- Torre de l'església de Santa Maria de l'Horta de Villanueva de Jalón.
- Església de Sant Pere Apòstol (Villar de los Navarros).
- Església de Santa Maria Magdalena (Saragossa).
- Església de Sant Miquel dels Navarresos (Saragossa).
- Església de Sant Gil Abad (Saragossa).
- Monestir de la Resurrecció o del Sant Sepulcre (Saragossa).
- Guixeries de la cúpula i les teulades de l'església de Sant Ildefons o de Santiago el Major (Saragossa).
- Cúpula, voltes i arcs de l'església de Santa Teresa o de les Fecetas (Saragossa).
- Casa de Miguel Donlope, seu de la Real Maestranza de Cavalleria de Saragossa (Saragossa).
- Casa-palau del carrer de les Armes, 32 (Saragossa).
- Teginat del palau dels Comtes de Sobradiel o de Gavarda, seu de l'Il·lustre Col·legi Notarial d'Aragó (Saragossa).
- Teginat del Bar Malabars (Saragossa).
- Absis i murs perimetrals de l'església de Sant Pere Apòstol (Zuera).

### Província d'Osca
- Torre de l'església de Santa Anna (Alcubierre).
- Teginat del Salón del Tanto Monta del palau Episcopal Vell (Osca).
- Torre de l'església de Sant Martí Bisbe (Nueno).
- Torre de l'església de Sant Miquel Arcàngel (Montmesa).
- Església de Sant Pere ad Víncula (Torralba d'Aragó).